# Charles Wesley
Charles Wesley (1707. december 18. – 1788. március 29.) a metodista mozgalom egyik vezetője volt és öccse John Wesleynek. Közeli kapcsolatuk ellenére a két fiútestvér nem mindig értett egyet a hitüket érintő kérdésekben. Különösképpen eltért véleményük az Anglikán Egyháztól való elszakadásukról, ahol felszentelték őket. Charles kifejezetten ellenezte az egyháztól való elszakadást. Charles Wesleyre elsősorban a számos egyházi énekek írása okán emlékeznek. Megalapította a Wesley Kápolnát egy Brayton nevű faluban, Selbytől délre. Háza, mely a közelben helyezkedett el, a mai napig látogatható.

## Élete
Charles Wesley Susanna és Samuel Wesley fia volt. Csakúgy, mint testvére John, Charles is az Epworth nevű faluban született, Lincolnshire-ben, Angliában, ahol édesapjuk lelkész volt. A Westminster Schoolban tanult, majd az oxfordi Krisztus Templomba járt, ahogy bátyja is, és 1727-ben megalakította az "Oxfordi Metodisták" (más néven "Szent klub") csoportját egy pár tanuló társával, melyhez John 1729-ben csatlakozott és hamarosan vezetőjévé is vált átformálva a csoportot saját elképzeléseire. Később George Whitefield is csatlakozott a csoporthoz. Miután Charles lediplomázott klasszikus nyelvből és irodalomból mesterfokozattal, édesapját és testvérét követve, ő is belépett az egyház kötelékeibe 1735-ben és Johnnal együtt utazott a georgai gyarmatra Amerikába James Oglethorpe kormányzó kíséretében, ahonnan egy év múlva tért csak vissza.
Charles a St Marylebone parókia egyházkörzetében lakott és dolgozott, ezért halála előtt magához hívatta eme egyház rektorát, John Harleyt és a következőt mondta neki: "Uram, bármit is mondjon rólam a világ, az Anglikán Egyház tagjaként éltem és haltam is meg. Arra kérlelem most, hogy az Ön templomkertjében temessenek el." Halálakor holttestét nyolc anglikán pap vitte el a templomhoz és egy számára felállított emlékkő is található a marylebone high streeti parkban, közel sírjához. Később egyik fia, Samuel lett a templom orgonistája.
Házassága és gyermekei
1749-ben feleségül vette a jóval fiatalabb Sarah Gwynnet, Marmaduke Gwynne, egy tehetős walesi bíró lányát, akiből Howell Harris segítségével lett metodista. Sarah mindaddig elkísérte testvéreket az evangelizációs utazásaikra mindenhová Britanniában, amíg Charles 1765-ben fel nem hagyott az utazásokkal.
Sarah nyolc gyermeket szült Charlesnak, de csak hármuk élte túl a gyermekkort, ifj. Charles Wesley (1757-1834), Samuel Wesley (1766-1837) és lánytestvérük, Sarah Wesley. Mindkét fiútestvér orgonista és egyben zeneszerző volt; Samuel Wesley fiát, Samuel Sebastian Wesleyt, a 19. század legkiemelkedőbb brit zeneszerzői közé sorolják és néhány munkássága az ifjú Charlesnak megszerezhető és hallható napjainkban is.

## Hagyaték
Charles Wesley alakja kiemelkedő a keresztény himnusz szerzők sorában. Hatalmas munkásságát több mint 6000 himnusza jelzi. Charlesról és bátyjáról, Johnról az Amerikai Lutherenáus Evangélikus Egyház megemlékezik március 2-án a szentek naptárában. A kitartó munkája, az egyházi énekek komponálása, eredményeként felkerült neve a Gospel Zene Hírességeinek Csarnoka falára, mellyel a Gospel Music Association tüntette ki.

## Háromszázadik évforduló
2007. május 24-én ünnepelték 300. évfordulóját Charles Wesley születésének, mely alkalmából rengeteg megemlékező ünneplést tartottak egész Angliában. Május 24-én tartották, melyet a metodisták "Wesley Napnak" hívnak, annak ellenére, hogy Charles csak 1707 decemberében született meg. A májusi dátum tulajdonképpen Charles lelki ébredését ünnepli, melyhez bátyja, John is csatlakozott 1738-ban. Különösképpen a Wesley Metodista Egyház emlékezett meg Epworthban, Észak-Lincolnshireban május 26-tól 28-ig egy lenyűgöző virágfesztivállal, melyet a legcsodálatosabb virág kompozíciókkal tarkítottak szimbolizálva Charles Wesley leghíresebb énekeit, mint például az "Bár ezer nyelvvel zenghetném", az "Ó, mily csodás, nagy áldozat", nem elfeledkezve a "Halld az angyalujjongást" című énekről, mely egyben a virágfesztivál neve is volt.
Magyarországon 2007. november 24-én ünnepelte a Wesley Egyházi Szövetség az óbudai metodista központban.
2007 novemberében az An Post nevű Ír Posta kiadott egy 78 centes bélyeget a 300. évforduló alkalmából.